# Orgiano
Orgiano (velenceiül Orgian) település Olaszországban, Veneto régióban, Vicenza megyében. Lakosainak száma 2997 fő (2023. január 1.). Orgiano Asigliano Veneto, Poiana Maggiore, Sossano, Alonte, Cologna Veneta, Lonigo és Val Liona községekkel határos.

## Népesség
A település népességének változása:
| Lakosok száma | 3014 | 3042 | 2997 |
|               | 2017 | 2018 | 2023 |